# Theopompus
Theopompus (Grieks: Θεόπομπος) van Chios was een Grieks geschiedschrijver en redenaar uit de 4e eeuw v.Chr.
Theopompus werd geboren op Chios in 376 v.Chr., maar zijn sterfdatum is niet bekend. Met zijn Spartaansgezinde vader ging hij in ballingschap, kwam in Athene terecht waar hij leerling van Isocrates werd. Ook verbleef hij tijdelijk aan het hof van Philippus II van Macedonië.
Als redenaar schreef Theopompus hoofdzakelijk pronk- en lofredevoeringen, maar hij raakte vooral als historicus bekend. Hij schreef in navolging van Thucydides een Hellenika Historiai, waarin hij de Griekse geschiedenis verhaalde van 410 tot 394 v.Chr. 
Zijn belangrijkste werk was de Filippika, dat de geschiedenis van Philippus II vertelde, vanaf diens troonsbestijging in 359 tot aan diens dood in 336 v.Chr. Er komt ook een verhaal over Meropis in voor, dat wel gezien wordt als parodie op Plato's Atlantis. Aelianus (3e eeuw n. Chr.) vertelt in zijn Verschillende verhalen (hoofdstuk 18) over een groot, vergaan continent. In een door Aelianus bewaard 'uittreksel uit Theopompus', vertelde Silenus aan Midas de Frygiër over een continent dat in oude tijden had bestaan, en dat zo enorm groot was, dat Azië, Europa en Afrika in vergelijking daarmee kleine armzalige eilanden schenen. Het continent bracht dieren en van reusachtige grootte voort. Daar, zei Silenus, bereikten de mensen twee keer de lengte van de langste mens in zijn tijd, en ze werden tweemaal zo oud. Ze hadden rijke steden met tempels, en één van die steden had meer dan een miljoen inwoners en er was goud en zilver in grote overvloed. Meropis zou een continent zijn met twee landen, bewoond door twee rassen, een strijdbaar, oorlogszuchtig ras en een vroom, meditatief ingesteld ras, gesymboliseerd door twee steden. Het continent was 'oneindig' groot en lag voorbij de 'eilanden' Europa, Azië en Afrika. De vrome stad Eusebes werd door goden bezocht, de oorlogszuchtige stad Machinus door wezens, die alleen door steen of hout konden worden verwond. De bewoners van de oorlogszuchtige stad kwamen ooit naar 'onze eilanden' (Azië, Europa en Afrika) tot het land van de Hyperboreeërs, maar minachtten 'onze' levensstijl. Er woonden onder hen Meropen in grote steden. In de verste uithoek van het continent zou een plaats Anestus zijn, met rivieren en fruitbomen van verdriet en plezier. Het fruit van de laatste boom zou zorgen doen vergeten en diegene die er van eet jonger maken.
Van Theopompus’ werk zijn slechts fragmenten over, die toch illustratief zijn voor zijn gave van karakteranalyse en speurzin naar de ware oorzaken van feiten. Door zijn voorliefde voor hofschandaaltjes maakte hij zich veel vijanden. Cicero plaatste hem als geschiedschrijver in dezelfde categorie als Herodotus: "Zowel bij Herodotus, de vader van de geschiedenis, als bij Theopompus zijn er ontelbare verzinsels te vinden." (De legibus 1.5) Zijn schrijfstijl sluit duidelijk aan bij Isocrates.
- Bibsys: 90666111
- Biblioteca Nacional de España: XX1365381
- Bibliothèque nationale de France: cb121562161 (data)
- Catàleg d'autoritats de noms i títols de Catalunya: 981058526338806706
- CiNii: DA11698999
- Gemeinsame Normdatei: 118756931
- International Standard Name Identifier: 0000 0001 2006 0068
- Library of Congress Control Number: nr90005938
- Nationale Bibliotheek van Tsjechië: zcu2013741205
- Nationale bibliotheek van Australië: 36097467
- Nationale Bibliotheek van Israël: 987007291945105171
- Nationale Bibliotheek van Polen: a0000002241102
- Nederlandse Thesaurus van Auteursnamen: 069965315
- Réseau des bibliothèques de Suisse occidentale: 02-A003895331
- Istituto Centrale per il Catalogo Unico: RMLV037974
- Système universitaire de documentation: 030072786
- Trove: 1211840
- Virtual International Authority File: 24448325